# Краснояры (Пермский край)
Краснояры — деревня в Гайнском районе Пермского края. Входит в состав Иванчинского сельского поселения. Располагается юго-западнее районного центра, посёлка Гайны. Расстояние до районного центра составляет 44 км. По данным Всероссийской переписи населения 2010 года, в деревне проживало 4 человека (1 мужчина и 3 женщины).

## История
До Октябрьской революции населённый пункт Краснояры входил в состав Гаинской волости, а в 1927 году — в состав Иванчинского сельсовета. По данным переписи населения 1926 года, в деревне насчитывалось 31 хозяйство, проживало 124 человека (59 мужчин и 65 женщин). Преобладающая национальность — коми-пермяки.
По данным на 1 июля 1963 года, в деревне проживало 138 человек. Населённый пункт входил в состав Иванчинского сельсовета.